# Europees kampioenschap dammen landenteams
Het Europees kampioenschap dammen voor landenteams  werd eerst door de FMJD georganiseerd en in 2010 voor de eerste keer door de EDC. 

## Kampioenen
| Jaar | Locatie | Goud        | Spelers kampioensteam                                                                          |
| ---- | ------- | ----------- | ---------------------------------------------------------------------------------------------- |
| 1967 | Bolzano | Sovjet-Unie | Andris Andreiko, Vjatsjeslav Sjtsjogoljev, Wladimir Kaplan                                     |
| 1969 | Bolzano | Sovjet-Unie | Andris Andreiko, Vjatsjeslav Sjtsjogoljev, Iser Koeperman                                      |
| 1971 | Bolzano | Sovjet-Unie | Andris Andreiko, Iser Koeperman, Anatoli Gantvarg                                              |
| 1973 | Ortisei | Nederland   | Ton Sijbrands, Harm Wiersma, Frans Hermelink                                                   |
| 1978 | Tbilisi | Nederland   | Harm Wiersma, Ton Sijbrands, Rob Clerc                                                         |
| 1980 | Rijssen | Sovjet-Unie | Vjatsjeslav Sjtsjogoljev, Michael Korenewski, Anatoli Gantvarg                                 |
| 2010 | Tallinn | Wit-Rusland | Anatoli Gantvarg, Evgeni Watoetin, Andrei Tolchikov                                            |
| 2013 | Tallinn | Rusland     | Aleksandr Georgiejev, Murodoullo Amrillaev, Aynur Shaybakov, Aleksandr Getmanski, Yuri Chertok |